# 113202 Kisslászló
(113202) Kisslászló, denumire internațională (113202) Kisslaszlo, este un asteroid din centura principală de asteroizi.

## Descriere
113202 Kisslászló este un asteroid din centura principală de asteroizi. A fost descoperit pe 7 septembrie 2002 la Piszkesteto de Krisztián Sárneczky. Asteroidul prezintă o orbită caracterizată de o semiaxă mare de 3,20 ua, o excentricitate de 0,11 și o înclinație de 10,0° în raport cu ecliptica.